# San Nicolás, Ocoyucan
San Nicolás är en ort i Mexiko.   Den ligger i kommunen Ocoyucan och delstaten Puebla, i den sydöstra delen av landet, 100 km sydost om huvudstaden Mexico City. San Nicolás ligger 2 087 meter över havet och antalet invånare är 165.
Terrängen runt San Nicolás är kuperad åt sydväst, men åt nordost är den platt. Runt San Nicolás är det mycket glesbefolkat, med 4 invånare per kvadratkilometer. Närmaste större samhälle är Puebla de Zaragoza, 13,6 km nordost om San Nicolás. I omgivningarna runt San Nicolás växer huvudsakligen savannskog.